# Askhat Zhitkeyev
Askhat Zhitkeyev (n. 13 aprilie 1981, Taldî-Kurgan, RSS Kazahă, URSS) este un judocan ce a reprezentat Kazahstan, medaliat olimpic. A participat la o ediție a Jocurilor Olimpice (2008) în care a câștigat o medalie de argint.